# Kreml
Kreml (ryska: кремль) betyder borg eller befäst stadsdel på ryska och är en vanlig benämning på gamla stadsdelar i ryska städer.

## Moskvas kreml
Mest känt är Kreml i Moskva, och förknippas med den ryska makten. Kreml är Moskvas äldsta kärna med monumentalbyggnader från 1400-talet till nutid. Därifrån styrs dagens Ryssland och även Sovjetunionen regerades därifrån. Det är hemmet för den ryska regeringen och presidenten. Kreml var också de gamla tsarernas hem innan Rysslands huvudstad flyttades till Sankt Petersburg under 1700-talet och Kreml hyser både det gamla tsarpalatset och tsarernas kröningskyrka Himmelsfärdskatedralen. Utanför Kreml ligger Röda torget.

## Novgorods kreml

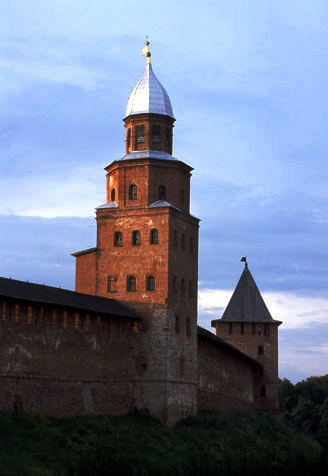
Novgorods kreml från 1400-talet.

Novgorods kreml är den äldsta i Ryssland. Fästningen är omnämnd så tidigt som år 1044, och dagens murar och torn är från 1400-talet. Traditionellt är fästningen känd som "detinets", och här skedde det viktigaste i novgorodernas samhälle; fästningen blev plats för utländska ambassader, här blev militära styrkor samlade innan de drog ut i krig och här föregick vechemötena.
Novgorods kreml innehåller också det äldsta palatset i Ryssland, det så kallade fasettkammaren (ärkebiskopsgården), som byggdes i gotisk stil av tyska mästare 1433. Här finns också det äldsta ryska klocktornet från 1493 med en samling av klockor från mellan 1500-talet och 1700-talet. Det äldsta ryska klocktornet från 1673 står också här. Bland nyare konstruktioner är det mest märkvärdiga det kungliga palatset från 1771 och bronsminnesmärket för det ryska tusenårsjubileet från 1862.

## Lista över städer som har Kreml

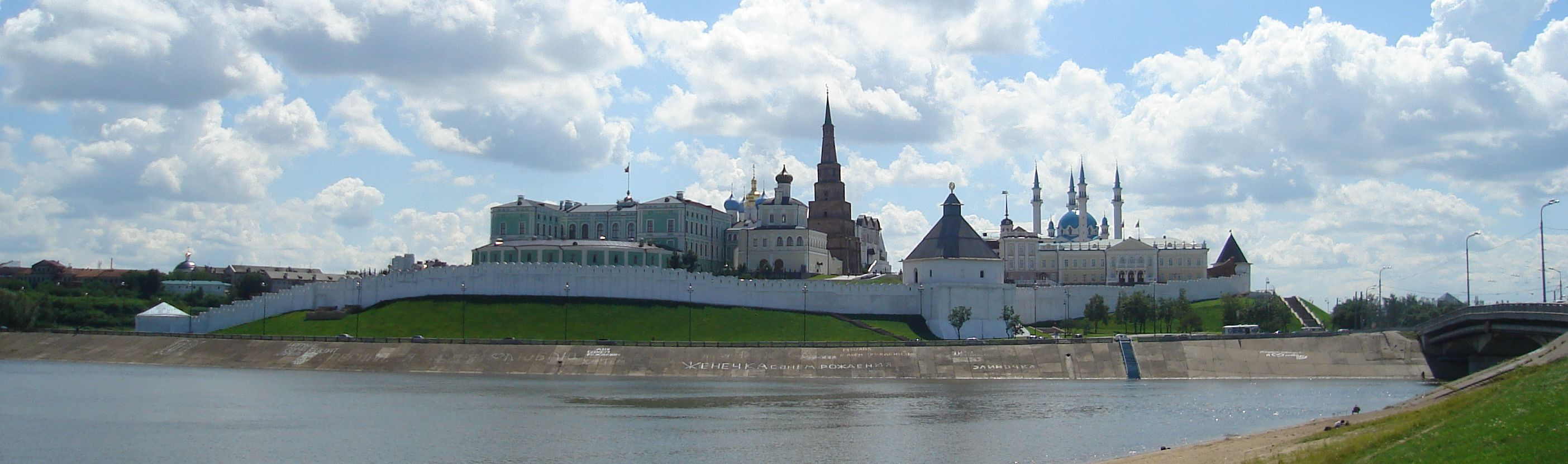
Kazan Kreml.

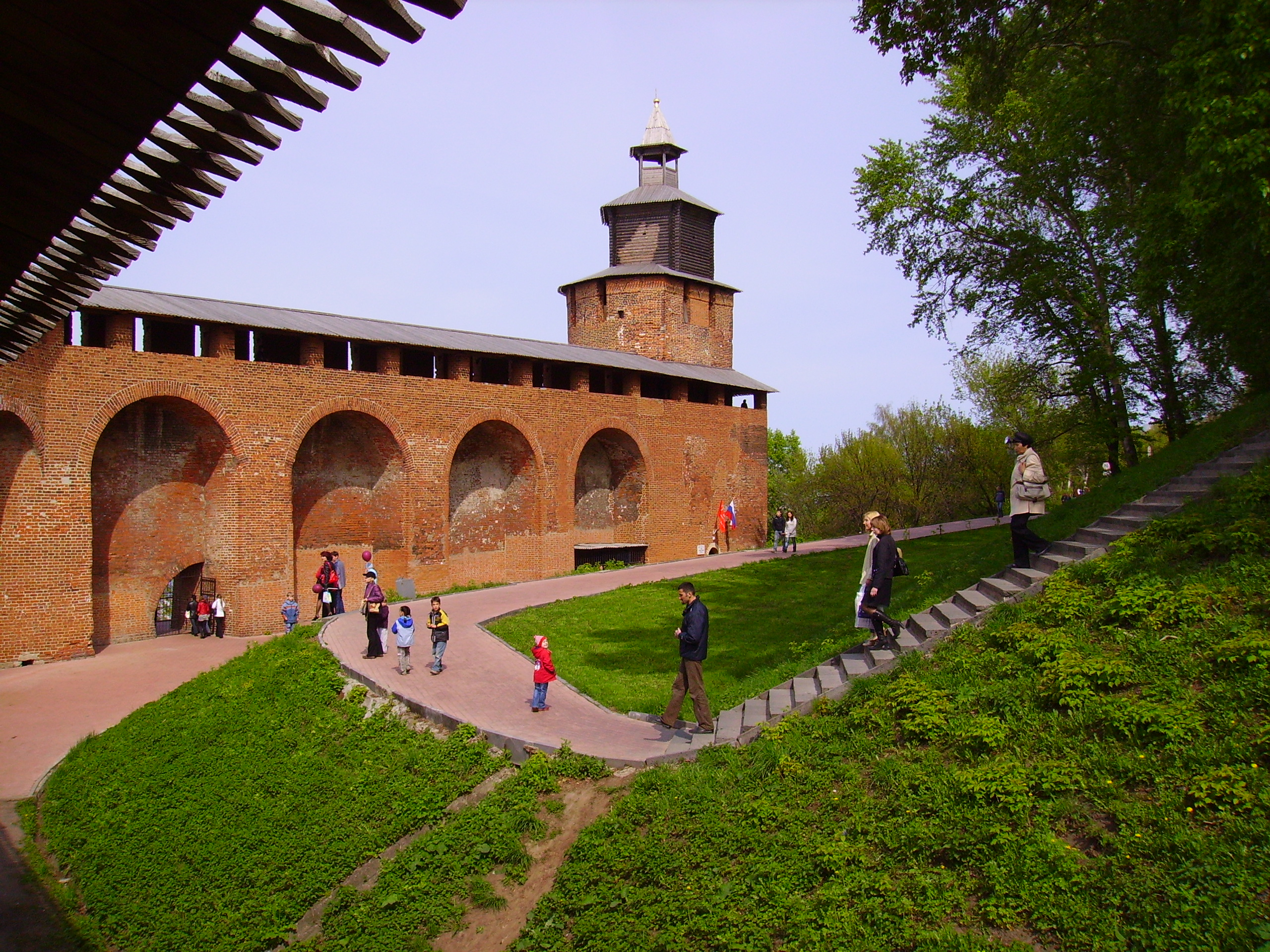
Klocktorn i Nizjnij Novgorod Kreml.

### I de största städerna
- Moskva
- Novgorod
- Kazan
- Suzdal Kreml
- Solovki

### Ännu existerande
- Astrachan
- Kolomna
- Nizjnij Novgorod
- Pskov
- Rostov
- Smolensk
- Tobolsk
- Tula
- Zaraskij

### I ruiner
- Gdov
- Izborsk
- Porchov
- Serpuchov
- Velikie Luki
- Torzjok

### Utan murar
- Dmitrov
- Rjazan
- Vologda
- Jaroslavl

### Bara spår kvar
- Borovsk
- Opotjka
- Zvenigorod Kreml
- Starodub
- Tver
- Sknjatino